# Чкаловский (Карелия)
Чка́ловский — посёлок в Лоухском районе Республики Карелия.

## Общие сведения
Расположен на северо-востоке республики, на берегу Чупинской губы Белого моря. Расстояние до административного центра (Лоухи) 88 км.

## История
Посёлок был основан в 1929 году как рудник по добыче пегматита для керамической промышленности, слюды, а также поделочного камня — габбро-норита.
Нынешнее название посёлку дано в 1939 году в честь знаменитого советского летчика-испытателя Валерия Павловича Чкалова, который, по местной легенде, совершая свой знаменитый перелёт из СССР в США через Северный полюс, поприветствовал жителей посёлка, совершив вираж.
C 1969 по 1991 год Чкаловский имел статус посёлка городского типа.

## Население
| 1970 | 1979 | 1989 | 2002 | 2009 | 2010 | 2013 |
| ---- | ---- | ---- | ---- | ---- | ---- | ---- |
| 485  | ↘397 | ↘301 | ↘158 | ↘113 | ↘70  | ↘60  |

## Экономика
В настоящее время все карьеры и шахты по добыче полезных ископаемых законсервированы.
Основу постоянного населения составляют пенсионеры.
В посёлке функционируют следующие предприятия: Отделение почтовой связи, магазин, библиотека, КДЦ, дайвинг центр.

## Отдых и туризм
Большое количество озёр, наличие рек для любителей сплава, непосредственная близость моря, делают посёлок популярным местом отдыха туристических групп.